# Olga Merediz
Olga Merediz (Guantánamo, 15 de febrero de 1956) es una actriz y cantante estadounidense de origen cubano. Es conocida por su papel de la Abuela Claudia en el musical de Broadway In the Heights, por el que recibió una nominación al premio Tony a la mejor interpretación de una actriz destacada en un musical. Interpretó el papel durante toda la proyección del programa en Broadway y repitió el papel en la adaptación cinematográfica de la obra. Sus créditos televisivos incluyen la serie Shades of Blue de NBC de 2016 y Orange Is the New Black de Netflix.

## Primeros años
Merediz nació en Cuba en 1956, en plena revolución cubana, cuando la Bahía de Guantánamo ya estaba ocupada por el ejército estadounidense, gracias a esto tuvo la oportunidad de salir de Cuba con su familia cuando tenía cinco años y se mudó a Miami, Florida. Años después se mudó con su familia a Puerto Rico, donde pasó gran parte de su adolescencia. Tiempo después, regreso a Estados Unidos, donde se graduó con una licenciatura de Newcomb College, la antigua contraparte femenina de la Universidad de Tulane en Nueva Orleans, Luisiana.

## Carrera

### Cine y televisión
Después de haber hecho su debut cinematográfico en 1984 con The Brother from Another Planet, Merediz ha aparecido desde entonces en varias películas, entre ellas The Milagro Beanfield War (1988), City of Hope (1991), Evita (1996), Música del corazón (1999).)), K-Pax (2001), Remember Me (2010), Custody (2016), Humor Me (2017) y la repetición de su papel de Broadway nominado al premio Tony en 2008 como Abuela Claudia, en la adaptación cinematográfica In the Heights (2021). También interpretó a Alma Madrigal en Encanto (2021).
Sus créditos televisivos, tanto en dramas como en comedias, incluyen papeles recurrentes y como invitada en Diary of a Future President, New Amsterdam, Brooklyn Nine-Nine, Orange Is the New Black y Madam Secretary. Ha aparecido regularmente en la serie de televisión británica Bounty Hunters y en la comedia Saint George, ha aparecido en episodios de La ley y el orden y La ley y el orden: UVE, y apareció como ella misma como juez en Throwdown con Bobby Flay.

### Teatro
Además de In the Heights, sus créditos en Broadway incluyen Reckless en el Manhattan Theatre Club, Man of La Mancha y Les Misérables. También apareció como Rosie en Mamma Mia!.
Antes de ir a Broadway, Merediz protagonizó las versiones Off-Broadway de In the Heights y The Human Comedy. Algunos de sus otros créditos fuera de Broadway incluyen Women without Men, The Haggadah, Lullabye and Goodnight, y The Blessing.
Además, Merediz fue dirigida por John Cassavetes en una obra llamada Thornhill.

### Créditos de locución
Merediz tiene un extenso portafolio de locuciones y narraciones, incluidos los documentales de PBS Nature: Bears, Hotel Armadillo, Jungle Animal Hospital, Nature's Miracle Orphans y Cuba: The Accidental Eden. Su voz se puede escuchar en numerosos comerciales de radio y televisión, Dora la Exploradora, Go, Diego, Go!, Elena de Avalor y Encanto.
Se desempeñó como portavoz de la Autoridad Metropolitana del Transporte de Tránsito de la ciudad de Nueva York.

## Premios y nominaciones
En los premios Tony de 2008, recibió una nominación a Mejor Actuación de una Actriz Destacada en un Musical por la encarnación de Broadway de In the Heights. Además de su nominación al premio Tony, Merediz ganó un premio Drama Desk en 2007 a la mejor interpretación de conjunto por su papel en la serie off-Broadway de In the Heights, así como un premio HOLA Tespis en 2003 de la Organización Hispana de Actores Latinos.
En 2013, la revista Latina la nombró como una de las 50 mejores cantantes latinas y estrellas del pop de todos los tiempos. Según la revista, "¡La estrella cubana de Broadway sabe dominar un escenario en vivo y es dueña de él!".

## Filmografía

### Película
| Año  | Película                           | Personaje               | Notas      |
| ---- | ---------------------------------- | ----------------------- | ---------- |
| 1984 | The Brother from Another Planet    | Noreen's Client         |            |
| 1988 | The Milagro Beanfield War          | Milagro Townsperson     |            |
| 1990 | Q&A                                | Mrs. Valentin           |            |
| 1991 | City of Hope                       | Nidia                   |            |
| 1991 | The Super                          | Female #2               |            |
| 1992 | Boomerang                          | Guard                   |            |
| 1994 | Angie                              | Roz                     |            |
| 1995 | Drunks                             | Chairwoman              |            |
| 1996 | Evita                              | Bianca Duarte           |            |
| 1996 | Marvin's Room                      | Beauty Shop Lady        |            |
| 1997 | States of Control                  | Purse-snatched Woman    |            |
| 1997 | White Lies                         | Woman #1 in Window      |            |
| 1999 | Things I Forgot to Remember        | Carmela                 |            |
| 1999 | Music of the Heart                 | Ms. Olivas              |            |
| 2000 | Isn't She Great                    | Mrs. Ramirez            |            |
| 2000 | Center Stage                       | ABA Receptionist        |            |
| 2000 | Requiem for a Dream                | Malin & Block Secretary |            |
| 2001 | K-PAX                              | Transit Officer         |            |
| 2002 | Changing Lanes                     | Mrs. Miller             |            |
| 2002 | Apartment 5C                       | Jenny                   |            |
| 2004 | Imaginary Heroes                   | Maria                   | Uncredited |
| 2006 | A Guide to Recognizing Your Saints | Aunt Mary               |            |
| 2010 | Remember Me                        | Aidan's Professor       |            |
| 2011 | Mr. Popper's Penguins              | Nanny                   |            |
| 2011 | Trouble in the Heights             | Gloria                  |            |
| 2012 | One for the Money                  | Rosa Gomez              |            |
| 2012 | The Place Beyond the Pines         | Malena Gutierrez        |            |
| 2014 | The Angriest Man in Brooklyn       | Jane                    |            |
| 2014 | Top Five                           | Chelsea's Mom           |            |
| 2014 | Like Sunday, Like Rain             | Esa                     |            |
| 2014 | Fugly!                             | Moms                    |            |
| 2016 | Custody                            | Joyce                   |            |
| 2016 | Urge                               | Esthetician             |            |
| 2016 | America Adrift                     | Sorida                  |            |
| 2017 | The Light of the Moon              | Mariana                 |            |
| 2017 | Humor Me                           | Fortune Teller          |            |
| 2019 | Fair Market Value                  | Missy Goya              |            |
| 2020 | Godmothered                        | Beth                    |            |
| 2021 | In the Heights                     | Abuela Claudia          |            |
| 2021 | Encanto                            | Abuela Alma Madrigal    |            |
| 2023 | Somebody I Used to Know            | Joanne "Jojo"           |            |

### Televisión
| Año       | Serie                             | Personaje                              | Notas                                        |
| --------- | --------------------------------- | -------------------------------------- | -------------------------------------------- |
| 1985      | The Cosby Show                    | Mrs. Rodriguez                         | Episodio: "Mr. Quiet"                        |
| 1986      | Another World                     | Dolores                                | 1 episodio                                   |
| 1987      | Leg Work                          | Nuse                                   | episodio: "Things That Go Bump in the Night" |
| 1987–95   | ABC Afterschool Special           | Mrs. Mathias / Dr. Montoya             | 2 episodios                                  |
| 1988–89   | Tattingers                        | Nanette                                | 2 episodios                                  |
| 1989      | Baby Cakes                        | Check-out Girl                         | TV movie                                     |
| 1991–2009 | Law & Order                       | Various                                | 6 episodios                                  |
| 1995      | Central Park West                 | Anne                                   | 2 episodios                                  |
| 1996      | The Sunshine Boys                 | Sue                                    | TV movie                                     |
| 2000      | The Sopranos                      | Fran                                   | episodio: "Bust Out"                         |
| 2001      | The Job                           | Yolanda Sommeriba                      | episodio: "Anger"                            |
| 2001      | Third Watch                       | Judge                                  | episodio: "He Said/She Said"                 |
| 2002      | George Lopez                      | Aunt Cecilia                           | episodio: "Who's Your Daddy?"                |
| 2002      | Law & Order: Criminal Intent      | Mrs. Martinez                          | episodio: "Best Defense"                     |
| 2003      | Dora the Explorer                 | Maestra Beatriz (voice)                | episodio: "School Pet"                       |
| 2003      | Hope & Faith                      | Gloria                                 | 3 episodios                                  |
| 2003–21   | Law & Order: Special Victims Unit | Veronica Nash / Judge Roberta Martinez | 6 episodios                                  |
| 2004      | The Jury                          | Leticia Schikert                       | 2 episodios                                  |
| 2005      | Go, Diego, Go!                    | Mrs. Marquez (voice)                   | episodio: "Diego Saves the Humpback Whale"   |
| 2009      | Au Pair 3: Adventure in Paradise  | Teresa                                 | Película                                     |
| 2009      | Royal Pains                       | Esperanza                              | Episodio: "If I Were a Sick Man"             |
| 2010      | Past Life                         | Carmen Santos                          | Episodio: "Pilot"                            |
| 2011      | Blue Bloods                       | Inez                                   | Episodio: "My Funny Valentine"               |
| 2011      | Pan Am                            | Mrs. Rodriguez                         | Episodio: "Unscheduled Departure"            |
| 2014      | Saint George                      | Alma Lopez                             | 10 episodios                                 |
| 2014–19   | Orange Is the New Black           | Lourdes                                | 6 episodios                                  |
| 2015      | Alternatino                       | Mother                                 | Episodio: "Respect Your Mother"              |
| 2016      | Madam Secretary                   | Rep. Elle Vazquez                      | Episodio: "Breakout Capacity"                |
| 2016–17   | Shades of Blue                    | Lorena Zepeda                          | 3 episodios                                  |
| 2017      | The Breaks                        |                                        | Episodio: "Blind Alley"                      |
| 2017      | Bounty Hunters                    | Maria                                  | 5 episodios                                  |
| 2017–18   | Stuck in the Middle               | Abuela                                 | 2 episodios                                  |
| 2017–19   | Brooklyn Nine-Nine                | Julia Diaz                             | 2 episodios                                  |
| 2018–19   | New Amsterdam                     | Warden Gloria Salazar                  | 2 episodios                                  |
| 2019      | Elena of Avalor                   | Felicia (voice)                        | Episodio: "Flower of Light"                  |
| 2019–20   | Bull                              | Judge Ollis                            | 2 episodios                                  |
| 2020–21   | Diary of a Future President       | Francisca                              | 2 episodios                                  |
| 2022      | Blockbuster                       | Connie Serrano                         | Rol principal; 10 episodios                  |

### Escenario
| Año  | Espectáculo            | Personaje                                      | Notas                                                                |
| ---- | ---------------------- | ---------------------------------------------- | -------------------------------------------------------------------- |
| 1982 | Lullabye and Goodnight | Santa                                          | Off-Broadway                                                         |
| 1984 | The Human Comedy       | Mujer mexicana                                 | Broadway                                                             |
| 1987 | Les Misérables         | Conjunto femenino/Madame Thénardier (suplente) | Broadway (Replacement)                                               |
| 2001 | Mamma Mia!             | Rosie                                          | Broadway (Replacement)                                               |
| 2002 | Man of La Mancha       | La ama de llaves                               | Broadway Revival                                                     |
| 2004 | Reckless               | Mujer paciente                                 | Broadway                                                             |
| 2008 | In the Heights         | Abuela Claudia                                 | Broadway Nominated—Tony Award for Best Featured Actress in a Musical |

## Discografía

### Canciones en las listas
| Título                                                                                       | Año  | Posiciones más altas las listas | Posiciones más altas las listas | Posiciones más altas las listas | Posiciones más altas las listas | Posiciones más altas las listas | Posiciones más altas las listas | Posiciones más altas las listas | Certificaciones                       | Álbum   |
| Título                                                                                       | Año  | US                              | AUS                             | CAN                             | IRE                             | NZ Hot                          | UK                              | WW                              | Certificaciones                       | Álbum   |
| -------------------------------------------------------------------------------------------- | ---- | ------------------------------- | ------------------------------- | ------------------------------- | ------------------------------- | ------------------------------- | ------------------------------- | ------------------------------- | ------------------------------------- | ------- |
| "The Family Madrigal" (con Stephanie Beatriz y el Elenco de Encanto)                         | 2021 | 20                              | 40                              | 31                              | 18                              | 7                               | 7                               | 20                              | - RIAA: Gold - ARIA: Gold - BPI: Gold | Encanto |
| "All of You" (con Stephanie Beatriz, John Leguizamo, Adassa, Maluma, y el Elenco de Encanto) | 2021 | 71                              | —                               | 83                              | —                               | —                               | —                               | 111                             | - BPI: Silver                         | Encanto |
| "—" denota canciones que no se lanzaron en ese país o no entraron a las listas.              |      |                                 |                                 |                                 |                                 |                                 |                                 |                                 |                                       |         |